# Centre de la Memòria d'Orador de Glana
El Centre de la Memòria d'Orador de Glana és un museu d'Orador de Glana (França) que recorda la tràgica data del 10 de juny de 1944, quan la pràctica totalitat d'aquesta població (642 persones) fou assassinada i cremada pels nazis i el poble destruït. Com a record d'aquests fets, s'ha preservat l'antiga població en runes tal com va quedar, i des de l'any 1999 s'ha obert el Memorial, des del qual s'accedeix a l'antic poble, el centre de documentació d'Orador de Glana i el servei pedagògic. El Memorial consta d'una exposició que ens situa en el context històric previ a la massacre d'Orador i des del centre s'organitzen també exposicions temporals. Tot i que la majoria de les víctimes no van poder ser identificades i enterrades, l'antic cementiri del poble en recorda el nom i l'edat de 642.
El 6 de juny de 1944, en el context de la Segona Guerra Mundial, les tropes aliades desembarquen a Normandia. Ja amb anterioritat la Resistència francesa, coneixedora de l'inici de les futures accions aliades a Europa i a França, havia augmentat les seves accions. L'entrada de tropes aliades pel nord obliga a diferents divisions de l'exèrcit nazi a desplaçar-se en aquesta direcció. Pel camí cap al nord, la 2ª divisió Panzer de les SS "Das Reich" rep informacions infundades sobre la població d'Orador de Glana, segons les quals aquesta era un important reducte de maquis que ja estava celebrant la victòria aliada. Una divisió dels nazis es desplaça cap a Orador el dia 10 de juny i com a càstig col·lectiu assassinen la immensa majoria de la població i cremen i destrueixen el poble. El d'Orador no és l'únic episodi de destrucció i assassinats col·lectius de població civil per part dels nazis durant la Segona Guerra Mundial a Europa, però sí és el cas més cruel i nombrós a tota França pel que fa a una població civil que no tenia cap relació amb la guerra. Alguns dels perpetradors de la massacre d'Orador foren jutjats i condemnats a presó. L'any 1953, però, foren amnistiats.